# Gásakjávrre
Gásakjávrre är en sjö i Jokkmokks kommun i Lappland och ingår i Luleälvens huvudavrinningsområde. Sjön har en area på 5,58 kvadratkilometer och ligger 774 meter över havet. Gásakjávrre ligger i Padjelanta Natura 2000-område. Sjön avvattnas av vattendraget Duvggejåhkå.
Sjöns namn betyder "Vildgåssjön", då "Gássak" betyder gås på lulesamiska. Det sägs ha funnits mycket fjällgås i sjön gammalt tillbaks.

## Delavrinningsområde
Gásakjávrre ingår i det delavrinningsområde (747173-152356) som SMHI kallar för Utloppet av Kasakjaure. Medelhöjden är 850 meter över havet och ytan är 20,03 kvadratkilometer. Räknas de 6 avrinningsområdena uppströms in blir den ackumulerade arean 148,96 kvadratkilometer. Duvggejåhkå som avvattnar avrinningsområdet har biflödesordning 3, vilket innebär att vattnet flödar genom totalt 3 vattendrag (Vuojatädno, Stora Luleälv, Luleälven) innan det når havet efter 431 kilometer. Avrinningsområdet består mestadels av kalfjäll (72 procent). Avrinningsområdet har 5,62 kvadratkilometer vattenytor vilket ger det en sjöprocent på 28 procent.